# Yuka (application)
Pour les articles homonymes, voir Yuka.
Yuka est une application mobile française qui permet de scanner les produits alimentaires et cosmétiques en vue d’obtenir des informations détaillées dont leurs possibles impacts sur la santé et sur l'environnement. L’objectif est d'aider le consommateur à choisir des produits jugés bons et d'inciter les industriels à améliorer la composition de leurs produits. Disponible pour iOS et Android, son développement par la société française Yuka débute en 2017.
La lecture du code-barres d’un produit par le téléphone, permet à l’application d'accéder au détail de la composition du produit et retourne une note sous forme de couleur allant du vert au rouge. Lorsque son impact sur la santé est jugé négatif, l'application peut recommander des produits similaires meilleurs pour la santé. L'éco-score pour mesurer l'impact environnemental est aussi affiché avec des informations complémentaires sur la production ou encore l'emballage.
La société, dotée d'une importante base d'utilisateurs, exerce une influence notable sur le secteur agroalimentaire. En France l'application est utilisée mensuellement par 5,5 millions d'utilisateurs actifs en janvier 2020 et dénombre au total 25 millions d'utilisateurs en septembre 2021.  
Cette influence se manifeste par des ajustements dans les recettes des industriels afin d'obtenir de meilleurs classements dans l'application et vis-à-vis du Nutri-score. Plus globalement, l'entreprise s'associe à la Ligue contre le cancer et Foodwatch fin 2019 pour lancer une pétition soutenant l'interdiction des additifs nitrités, mise en avant dans l'application. L'initiative est accueillie avec réticence par le secteur en partie représentée par la Fédération française des industriels charcutiers traiteurs, entraînant plusieurs premières défaites en justice pour dénigrement. Parallèlement en 2020, parlementaires et administrations ministérielles s'intéressent au sujet et demandent une actualisation du consensus scientifique. Finalement en 2022, une loi est adoptée pour interdire progressivement les additifs, soutenue par un rapport de l'Agence nationale de sécurité sanitaire de l'alimentation, de l'environnement et du travail (Anses) soulignant « l'existence d’une association entre les risques de cancer colorectal et l’exposition aux nitrates et nitrites ingérés ». Yuka remporte tous ses procès en appel entre fin 2022 et début 2023.

## Histoire

### Conception
Le projet est porté en 2016 par François Martin, Benoît Martin et Julie Chapon, issus respectivement de l'École centrale d'électronique, l'École supérieure pour le développement économique et social et l'EDHEC Business School. Julie Chapon réalise auparavant des stages chez Nestlé et Kraft Foods et travaille au cabinet de conseil Wavestone. Avant la conception de l'application, Benoît Martin se pose la question de la composition des produits qu’il achète pour ses enfants. Il se met alors à essayer de lire les étiquettes, mais se rend compte qu’elles sont difficiles à comprendre. Il imagine alors un outil permettant de les déchiffrer facilement.  
Au départ, l’outil qu’ils imaginent n’est pas encore une application, mais un objet connecté en forme de carotte qui s’aimante sur le frigo. Se rendant compte des limites de l’objet connecté, ils abandonnent cette idée au bout de quelques mois pour créer une application mobile. En février 2016, ils participent au concours du Food Hackathon organisé par la Gaîté-Lyrique et le gagnent, marquant le vrai début du projet,. Fin 2016, ils décident de travailler à plein temps pour l'application et quittent leur travail, pour se concentrer sur le projet au campus Station F.

### Lancement
Ils lancent l'application en janvier 2017 sur IOS et en juin pour Android,. En juin 2017, l'application est utilisée par plus de 100 000 utilisateurs. Durant l'été de la même année, ils s'installent dans leurs propres locaux avec six salariés.
En février 2018, les membres de l'équipe révèlent avoir pensé dans un premier temps à vendre l'application « à un groupe industriel ou à une compagnie d'assurances qui l'aurait alors utilisée en son nom » ou la proposer à des « industriels pour que ces derniers s'en servent pour améliorer leurs produits alimentaires en interne et se démarquer de la concurrence », mais ces options auraient été écartées. Quelques mois plus tard, en septembre, la société déclare être financée pour moitié par des dons et pour moitié par des adhésions à son programme payant de nutrition.
En mars 2018, l'application figure dans le top 20 de l'App Store et sur Android et engrange un total de 2 millions d'utilisateurs. L'application est téléchargée plus de 5 millions de fois en août 2018 et intègre depuis juin 2018 une analyse des produits cosmétiques lancée sur iOS, puis en décembre 2018 sur Android,. Yuka emploie neuf personnes (cofondateurs compris) et l’application compte près de 9 millions d’utilisateurs en mars 2019,.

### Croissance
La société compte 11 salariés en octobre 2019 et est disponible dans six pays européens pour un total de 12 millions d'utilisateurs — dont 10,5 millions en France. Pour assurer le développement de l'application, Yuka lève 800 000 € par le biais de business angels et 400 000 € grâce à la banque publique d'investissement, afin d'être introduite aux États-Unis. Début 2020, l'application téléchargée 15 millions de fois, dont 11,5 millions en France,,. Selon Les Échos en janvier 2020, l'application est utilisée mensuellement par 5,5 millions de personnes. La société est condamnée en référé en mars 2020 pour dénigrement à la suite d'une publication d’un article sur le blog après la saisie de la justice par la Fédération française des industries des aliments conservés, ; le tribunal jugeant que son contenu est une « généralisation abusive relative à tous les emballages dans lesquelles les aliments sont conservés ».
Pour le professeur émérite d'histoire contemporaine Jean-Claude Daumas de l'Université de Franche-Comté, le succès de l'application est expliqué par les nombreux scandales — fraude à la viande de cheval de 2013, crise de la vache folle et autres — qu'ont nourri un manque de transparence, instaurant une « défiance massive à l’égard des acteurs traditionnels de la consommation »,. Selon les études de l'Observatoire société et consommation (ObSoCo), les utilisateurs sont plutôt jeunes, urbains et diplômés. L'application compte plus de 21 millions d'utilisateurs en mars 2021 puis 25 millions en septembre 2021.

### Développement international
Début 2020, l'application téléchargée 3,5 millions de fois en Espagne, en Belgique, en Suisse, au Luxembourg, au Royaume-Uni, aux États-Unis, au Canada et en Irlande,,. En janvier 2022, l'application réussit à captiver l'intérêt des américains, notamment grâce à la propagation virale d'une vidéo sur TikTok, ce qui a conduit à l'adhésion de 500 000 nouveaux utilisateurs au total.
En septembre 2023, les fondateurs de l'application ont pris la décision de s'installer à New York afin de consolider la visibilité de leur application sur le continent américain, après avoir rencontré un premier revers en 2020. L'application bénéficie de l'accès aux données sur les produits grâce aux bases de données publiques du département de l'Agriculture des États-Unis. Elle enregistre une croissance mensuelle de 300 à 500 000 nouveaux utilisateurs aux États-Unis, portant le nombre total d'utilisateurs à environ 10 millions en décembre 2023. Le pays représente désormais 40 à 50 % des nouveaux utilisateurs à l'échelle mondiale et contribuent à hauteur de 60 % à la croissance du chiffre d'affaires. Les fondateurs ambitionnent d'atteindre entre 50 et 100 millions d'utilisateurs pour « bouger les industriels [américains] ». Après avoir réduit ses effectifs face aux coûts générés par les procès d'industriels français à cause de son engagement contre les additifs nitrités, ce chiffre d'affaires de 1,7 million d'euros en 2022 conforte douze employés à l'entreprise.

## Fonctionnement

### Principe d'utilisation
Yuka est une application gratuite qui se revendique indépendante des entreprises du secteur agroalimentaire et fiable en utilisant des bases de données ouvertes,. Ces bases de données fonctionnent avec un système de vérification a posteriori. L'utilisateur scanne le code-barres des produits avec un smartphone ou une tablette et reçoit en retour des informations détaillées du contenu de l’aliment ou du produit cosmétique ainsi qu'une éventuelle recommandation d'un produit alternatif plus sain. L’utilisateur conserve un historique des produits scannés dans l’application et a accès à une synthèse des produits scannés par score,,.

### Critères de notation

#### Produits alimentaires
La notation se présente sous la forme d'un score, considéré comme excellent de 75 à 100, bon de 50 à 74, médiocre de 25 à 49 et mauvais en dessous de 25,. Pour établir une note, trois critères différents sont utilisés :
- la qualité nutritionnelle (60 % du score) est fonction de la quantité d'énergie, de graisses saturées, de sucres, de sel, de fruits et légumes, de fibres et de protéines du produit suivant la méthode de calcul du Nutri-score[35],[36] ;
- la présence d'additifs à risque (30 % du score) d'après plusieurs sources comme les Additifs alimentaires de Corinne Gouget, Les additifs alimentaires de Marie-Laure André ainsi que les études de l'association UFC Que choisir[36], [37] et les données de l'Autorité européenne de sécurité des aliments[38] ;
- la dimension biologique, en fonction de la présence ou non d'un label bio (10 % du score)[36].

#### Produits cosmétiques
Le système de notation des cosmétiques a été introduit sur les demandes des utilisateurs. Sur le même principe que pour les denrées alimentaires, chaque ingrédient se voit attribuer un niveau de risque en fonction de ses effets potentiels ou avérés sur la santé : perturbateur endocrinien, cancérigène, allergène ou encore irritant,. Par principe de précaution, dès qu’un ingrédient est sujet à controverse, un malus lui est appliqué par Yuka,.
L’application s’appuie sur de nombreuses sources pour son évaluation,,:
- avis d’autorités comme l'Agence nationale de sécurité sanitaire de l'alimentation, de l'environnement et du travail (ANSES), l’Agence nationale de sécurité du médicament et des produits de santé (ANSM), l'Institut national de la santé et de la recherche médicale (INSERM), l'Autorité européenne de sécurité des aliments (AESA), le Comité scientifique pour la sécurité des consommateurs, le Centre international de recherche sur le cancer ou encore le Centre national de la recherche scientifique ;
- bases de données scientifiques internationales (SIN List (en), TEDX List, Skin Deep et autres) ;
- études scientifiques référencées.

#### Impact environnemental
Depuis le 22 février 2021 l'application participe à l'affichage de l'éco-score, c'est-à-dire un étiquetage environnemental prenant en compte l’ensemble du cycle de vie d’un produit, sous la forme forme d’un score de A à E.
Le cahier des charges de l'Éco-score est défini par un consortium d'associations et d'entreprises avec le travail de scientifiques comme prévu par la loi portant lutte contre le dérèglement climatique avec une formule {\displaystyle score={\text{ACV}}+{\text{bonus}}-{\text{malus}}}. L'analyse du cycle de vie (ACV) est réalisée avec la base de données Agribalyse tenue par l'Agence de l'environnement et de la maîtrise de l'énergie (ADEME) et prend en compte 16 indicateurs comme la modification du climat en teneur de CO2 (gaz à effet de serre), l'appauvrissement de la couche d’ozone, l'épuisement des ressources en eau, etc.

## Modèle économique
Pour parvenir à un équilibre financier, l'application s'est dotée de fonctionnalités supplémentaires payantes sur le modèle freemium. Elles sont la première source de revenus pour la société et représentent entre 60 et 70 % du chiffre d'affaires,,. En y souscrivant annuellement, l'utilisateur peut scanner un produit même sans accès à Internet, trouver un produit sans le scanner, accéder à un historique illimité et ajouter des alertes personnelles,. L'autre source de revenus, à hauteur de 20 %, est la vente d'un calendrier de fruits et légumes de saison vendu sur le blog,. Puis finalement, la dernière source de revenus à hauteur de 10 % est la vente d'un programme de nutrition,. Depuis fin 2019, la société est à l'équilibre financier. En 2020, la société réalise un chiffre d'affaires de 1,6 million d'euros et 20 000 euros de bénéfices nets.
À l'échelle globale, en décembre 2023, 99 % des utilisateurs de l'application Yuka continuent d'utiliser la version gratuite. Cependant, le 1 % des utilisateurs qui optent pour les services premium ont contribué à générer un chiffre d'affaires de 1,7 million d'euros en 2022.

## Base de données
En 2017, Yuka s'appuyait exclusivement sur Open Food Facts, une base de données ouverte et collaborative qui fonctionne sur le même modèle qu'un wiki. À partir de janvier 2018, une base de données propriétaire est mise en place pour ajouter un système de contrôle et de vérification des contributions. Depuis, Yuka n'utilise plus Open Food Facts, mais continue d'y contribuer massivement en reversant une partie des informations produit. À ce titre, Yuka est depuis 2017 le 1er contributeur d'Open Food Facts ,.
La base de données de Yuka continue à être alimentée par les contributions des utilisateurs à travers l’application. De plus, les industriels partagent aussi les informations de leurs produits, grâce à la plate-forme Alkemics.
En moyenne, l'application enregistre plus de 2 000 contributions par jour, mais certaines fiches ne peuvent plus être modifiées. Il faut compter avec cela les contributions des industriels qui partagent directement la composition de leurs produits. En décembre 2019, la base de données est constituée d'entre 700 000 à 800 000 produits. La base de données est sollicitée environ 3 millions de fois par jour pour scanner les produits alimentaires, dans 70 % cas, et cosmétiques, dans 30 % des cas. Soit une moyenne de 35 codes-barres scannés par seconde.
Aux États-Unis, l'application s'appuie sur les bases de données publiques du département de l'Agriculture.

## Impacts sur le secteur agroalimentaire

### Pression sur les industriels
Selon la cofondatrice Julie Chapon, Yuka met en place une pression contre tout le secteur agroalimentaire. Une tendance que l'ancien président-directeur général du groupement coopératif Système U Serge Papin confirme en notant que même si l'application doit encore être travaillée sur plusieurs points, la distribution est replacée du côté des consommateurs.  
Le président-directeur général Michel-Édouard Leclerc de l'Association des Centres Distributeurs E.Leclerc affirme voir de plus en plus de ses clients utiliser l'application, mais estime néanmoins que, même si ce type d'application oriente la demande des consommateurs, l'effet sur la consommation reste minime. 
Face au succès de l'application, plusieurs alternatives tentent de concurrencer l'application, comme Y'a quoi dedans développée par Système U, ou encore Num-Alim, alimentée en contenu directement par certaines marques et dont l'objectif n'est pas, d'après Le Canard enchaîné, d'informer le consommateur mais plutôt de l'orienter vers certains produits. L'ANIA s'est associée à la fondation du groupe Avril, premier producteur européen d'huiles végétales et de biocarburants, et au Fonds français pour l'alimentation et la santé, financé par l'industrie agroalimentaire. Grâce à leur lobbying actif, la moitié du budget de l'application (6,3 millions d'euros) a été financée directement par les impôts des Français dans le cadre d'un « contrat stratégique de filière » validé par le Secrétariat général pour l'investissement, sous la responsabilité du Premier Ministre. D'après Julie Chapon, il s’agit d’une initiative qui permet la transparence de l'information produite et qui pourrait alimenter des projets comme Yuka. Pour autant, elle regrette que l’accès à la base soit payant et s’interroge sur le risque de conflit d'intérêts. 
En septembre 2019, Thierry Cotillard, président d'Intermarché, annonce le retrait de 140 additifs de 900 recettes de la marque à l'horizon de 18 mois  pour bénéficier d'« Nutri-Score A, B ou C et un score Yuka supérieur à 50 » : plus d'une centaine d'additifs vont être supprimés, les compositions modifiées et des produits vont devenir bio,. Pour Florence Touzé, professeure associée à Audencia Nantes, 2019 est vécue comme un tremblement pour les industriels causé par une prise de conscience les forçant à s'adapter avec sincérité, ou par opportunisme.  

### Engagement contre les additifs nitrités
Yuka, la Ligue contre le cancer et Foodwatch, dénoncent en novembre 2020 une « tentative d’intimidation » par l’industrie charcutière — la Fédération française des industriels charcutiers traiteurs (FICT) et les sociétés Bahier et Henri Raffin — après la réception de plusieurs courriers de mise en demeure. La première entend les contraindre à retirer une pétition sur les additifs nitrités lancée en novembre 2019 et reproche à l'application de partager des « allégations trompeuses » portant préjudice à l'industrie en plus de « désinformer gravement le consommateur ». Le début de la phase contentieuse est marquée par l'assignation en justice de Yuka en janvier 2021 par la fédération, considérant la réponse à ses demandes insatisfaisante,.
Selon Marianne, Yuka est assignée en avril 2020 pour des motifs analogues par la société Le Mont de La Coste, puis une troisième fois par la marque Noixfine de la société ABC Industrie et la société Auvernou pour des motifs similaires,. Benoît Martin dénonce un « acharnement qui vise à [...] couler » la société puisque le dédommagement demandé par la dernière représenterait plus que le « chiffre d’affaires 2019 ». Yuka rapporte avoir reçu « une dizaine de mises en demeure », incluant les trois présentées devant les tribunaux.

#### Procès

##### Contre la Fédération Française des Industriels Charcutiers et Traiteurs
Plusieurs mois plus tard, en mai 2021, le tribunal de commerce de Paris donne raison à la fédération en condamnant en première instance Yuka pour « pratique commerciale déloyale et trompeuse » et des « actes de dénigrement au préjudice ». Dans leur décision, les juges déboutent la fédération de leur demande de modification du système de notation, mais ordonnent de supprimer les mentions qui soutiennent que les additifs incriminés seraient cancérigènes et favoriseraient le développement de maladies du sang puisqu'il s'agit de « risques qui ne sont pas prouvés scientifiquement aux doses d’exposition actuelles », ainsi que le lien Web direct vers la pétition des fiches des produits de charcuterie. La FICT s'estime satisfaite de la décision, tandis que Yuca annonce faire appel,. 
En appel, le 7 juin 2023, la cour d'appel de Paris affirme « la réalité d’un sujet et d’un débat public d’intérêt général sur les conséquences en matière de santé pour les consommateurs de l’utilisation des additifs nitrés dans les charcuteries » et que dès lors, les actes de dénigrement ne sont pas caractérisés,. Aussi, elle décide que si la pétition « tend à demander l’interdiction des nitrites ajoutés dans l’alimentation », elle ne peut être considérée comme un appel au boycott entre industriels et donc « doit être protégée au titre du droit à la liberté d’expression dont il n’est caractérisé aucun abus ». Enfin, elle infirme les pratiques commerciales déloyales et trompeuses imputées à Yuca en première instance et condamne la fédération à verser 60 000 € au titre des frais de justice. 

##### Contre Mont de Coste
En mai 2021, la société Yuca est condamnée une deuxième fois en première instance pour les mêmes motifs par le tribunal de commerce de Brive-la-Gaillarde dans son procès contre la société charcutière le Mont de la Coste et doit verser 20 000 € de dommages-intérêts,. Dans ces décisions, les deux tribunaux de commerce estiment que la base factuelle n'est pas suffisante. Pour autant, le tribunal de Brive déboute une deuxième fois la demande de l'industrie quant à la demande de modification du système de notation de l'application. Yuca indique interjeter en appel ce jugement. La société charcutière s'estime satisfaite du jugement puisque « Yuka a trompé le consommateur ». 
En appel, le 13 avril 2023, la cour d'appel de Limoges déboute le fabricant de sa plainte pour dénigrement et pratiques commerciales déloyales et trompeuses. Elle condamne l'industriel à verser 20 000 € de dommages et d'intérêts à la société Yuca. La cour sacre le droit de l'application Yuka d'alerter le consommateur sur les risques élevés de cancer associés potentiellement aux sels nitrités, et même s'ils respectent la réglementation en vigueur.  
Les magistrats soulignent que « la réalité des risques entourant l'utilisation des additifs nitrités peut être considéré comme avérée » et que « les questionnements relatifs à la sécurité des aliments, et notamment le débat sur les additifs nitrités dans les produits de charcuterie sont un sujet d'intérêt général qui touche à la santé publique ». Par ailleurs, ils jugent que le lien vers la pétition lancée en 2019 en association avec la Ligue contre le cancer et l’association FoodWatch réclamant l’interdiction des additifs nitrités relève également du droit à la liberté d’expression. 

##### Contre ABC industries
En septembre 2021, Yuka perd un troisième procès en première instance contre le fabricant de charcuterie ABC Industries pour dénigrement, pratiques commerciales déloyales et trompeuses au tribunal de commerce d’Aix-en-Provence. L'entreprise ABC estimant que Yuca a « occasionné d'importants préjudices financiers et moraux, outre une atteinte grave à sa réputation ». L'application est condamnée à verser 25 000 € de dommages-intérêts à l'industriel,, qui avait demandé 564 000 € de dédommagement. 
Yuca indique interjeter en appel ce jugement. La cofondatrice Julie Chapon dénonce des « procédures bâillons, qui visent à [les] faire taire » puisque les plaintes proviendraient « des mêmes personnes, des mêmes avocats, avec des dossiers copiés-collés » et indique interjeter en appel de ces deux autres jugements Elle souligne que le système de l'application de notation n'a pas été altéré comme demandé initialement par le plaignant. La société charcutière s'estime satisfaite du jugement, car « les informations délivrées par Yuka doivent être justes et scientifiquement prouvées ».
En appel, le 6 décembre 2022, la cour d'appel d'Aix-en-Provence valide le principe de la liberté d'expression et déboute ABC industries de l'ensemble de ses demandes qui doit s'acquitter de 20 000 € de frais d'avocat. La cour décide que Yuka, en « attribuant des mauvaises notes aux aliments contenant des additifs nitrés, agit conformément à la promesse faite à ses clients, à savoir les aider à choisir de façon éclairée des aliments meilleurs pour la santé » sans être coupable de dénigrement envers l'entreprise A.B.C,. L'industriel se pourvoit en cassation pour contester la décision.

##### Conséquences économiques
Les procès ne sont pas sans conséquences sur le fonctionnement de Yuca qui est obligée de passer de 11 à 6 salariés. Un appel au soutien est initié par l'entreprise afin de payer les frais de justice et permet de rassembler plus de 340 000 € de la part de plus de 18 000 participants à la mi-octobre pour un coût total estimé à 223 000 €.  

#### Débat parlementaire
Cet usage des sels nitrés dans les charcuteries fait aussi débat auprès des parlementaires Français, le sujet étant étudié par des députés à travers une mission d'information dès 2020 et qui a rendu public un rapport en janvier 2021 soutenant le bannissement progressif des sels nitrés dans les charcuteries,. La proposition de loi annexe doit être étudiée à la fin de la même année, en octobre. Saisie par la direction générale de la santé (DGS), la direction générale de l'alimentation (DGAL) et la direction générale de la concurrence, de la consommation et de la répression des fraudes (DGCCRF), un rapport de l'Agence nationale de sécurité sanitaire de l'alimentation, de l'environnement et du travail (Anses) est attendu au cours de l'année 2021 pour évaluer les « risques associés à la consommation de nitrites et de nitrates »,. L'industrie de la charcuterie demande aux parlementaires d'attendre la publication de ce rapport avant de débattre.
Malgré le report de la publication du rapport de l'Anses au premier semestre de 2022, une proposition de loi de transition est adoptée en février 2022 et un décret devra définir, un an après la promulgation, une « trajectoire de baisse de la dose maximale d’additifs nitrés au regard des risques avérés pour la santé humain » en fonction dudit rapport. Un nouvel étiquetage sera mis en place pour identifier ces produits. L'autorité sanitaire finit par publier son avis le 12 juillet 2022 et confirme « l'existence d’une association entre les risques de cancer colorectal et l’exposition aux nitrates et nitrites ingérés via la viande transformée »,.

## Critiques

### Algorithme, rigueur scientifique et responsabilités
Si l'application fonctionne de manière satisfaisante en ce qui concerne les principaux nutriments (lipides, glucides, protéines, minéraux, vitamines…), son traitement des additifs, dont les effets sont plus complexes à prévoir, ne fait pas consensus. 
Ainsi, pour le professeur Serge Hercberg, épidémiologiste et spécialiste de la nutrition ayant participé à la conception du Nutri-score, les critères de notation de l'application s'appuient sur une méthode de pondération générée algorithmiquement qui n'a aucun fondement scientifique, puisque celle-ci additionne des critères qui ne sont pas comparables compte tenu de l'état des connaissances. Ainsi, si les études épidémiologiques sont nombreuses à confirmer un lien entre nutriments et santé, les études sur les additifs, elles, ne permettent pas aujourd'hui de totalement confirmer la corrélation,. Ces remarques sont appuyées par celles de Mathilde Touvier, directrice de l'équipe de recherche en épidémiologie nutritionnelle à l'Institut national de la santé et de la recherche médicale (Inserm), qui rappelle « qu'aucun lien n'est encore scientifiquement établi entre tel ou tel additif et tel ou tel risque pour la santé ». Elle ajoute aussi que la fiabilité des informations est mise en danger par les applications qui lissent arbitrairement le Nutri-Score. 
En réponse à ces critiques, la cofondatrice Julie Chapon indique qu'est appliqué un principe de précaution, considérant que certains additifs sont utilisés de façon abusive par l'industrie agroalimentaire alors qu'ils ne sont pas indispensables. De cette façon, le consommateur est informé sans attendre de nouveaux scandales sanitaires. En boycottant des produits controversés, les industriels peuvent, selon Julie Chapon, être poussés à s'adapter aux besoins des consommateurs,. Pour autant, elle reconnaît qu'aucun système de notation n'est parfait, surtout quand il s'appuie sur autant de données. Pour Olivier Trendel, professeur à Grenoble École de management et spécialiste des comportements de consommation, cette simplification reste efficace puisqu'elle permet de guider facilement l'utilisateur. 
Yuka répond notamment sur le marché de l'agro-alimentaire aux besoins de sécurité des consommateurs allié à la puissance et la fonctionnalité de l’outil numérique dans un monde hyper connecté, tout en bénéficiant d'une image de confiance à la recherche de fiabilité et d’indépendance. De même, en élaborant son propre système d’évaluation des produits et son référentiel sanitaire, elle devient un levier de gouvernance autonome indépendamment de ceux de l’État et de la sphère économique, dans un espace juridique non contraignant et ouvert. Enfin, son succès prend sa source dans l'image dégradée du secteur de l'agroalimentaire pour l'opinion publique en raison des nombreuses crises sanitaires successives (crise de la vache folle, fraude à la viande de cheval, contamination de pizzas, contamination de lait premier âge aux salmonelles (...)), des marges importantes au détriment des producteurs et l'emploi des produits phytosanitaires. 
À cela vient s’ajouter un axe stratégique déterminant, sa prise de pouvoir sur la donnée, dans un monde où la data est un levier de puissance, à l’ère du capitalisme cognitif (2). Tous ces ingrédients ont permis à Yuka d’asseoir une réelle position stratégique, d’autant qu’elle se pose en gendarme des industriels en élaborant son propre système d’évaluation des produits et son référentiel sanitaire. Ce faisant, elle devient dès ses débuts, un levier de gouvernance autonome qui se passe de l’État et de la sphère économique, dans un espace juridique ouvert et non contraignant.
Les conseillers en stratégie Yves Pizay et François-Régis de Guenyveau pour le cabinet Kea & Partners reconnaissent les progrès apportés par l'application, car elle fournit un pouvoir d’influence sur les marques, mais aussi car elle stimulerait la croissance par la compétition des industriels. Cependant, ils signalent l’imputabilité des applications comme Yuka et se demandent si tout peut être noté : les effets positifs pourraient se renverser et donner lieu à un « mimétisme général » avec une application qui encadre les producteurs sans que personne n'encadre cette notation. Pour lors, ils estiment que les enjeux se concentrent sur la légitimité des critères de notation de Yuka.
En janvier 2024, le Conseil national de la consommation (CNC) publie son avis et 15 recommandations à l'égard des applications de notation pour qu'elles soient « plus transparentes sur leurs critères d'évaluation [afin] d'adopter une démarche plus scientifique »,. Deux des trois rapporteurs représentent des lobbies de l'industrie tels que l'Association nationale des industries alimentaires (ANIA), la Fédération des entreprises de la beauté (FEBEA) et le Mouvement des entreprises de France (MEDEF).

### Limites des données et impacts sur le comportement alimentaire
L'objectif de simplicité et les choix d'évaluation de l'application font l'objet de critiques. 
Par exemple :
- les informations sont basées sur un échantillon de 100 g, ne tenant donc pas compte de la portion habituellement consommée[35]. Seules quelques informations nutritionnelles sont affichées (graisses saturées, sucres), pas le total ou le détail des lipides, glucides, vitamines, minéraux ;
- les ingrédients ne sont pas affichés et il n'y a pas de distinction sur la qualité ou la transformation des ingrédients. Ainsi 15 g de protéines de « viande noble » auront la même note que 15 g de protéines de « viande reconstituée »[36].

Plusieurs nutritionnistes regrettent que l'application condamne des produits alimentaires comme le beurre, le chocolat ou encore les amandes, qui sont systématiquement classés comme mauvais du fait qu'ils sont constitués essentiellement de gras ou de sucre. Selon eux, les consommateurs pourraient se mettre à ignorer des produits qui ne devraient pas l'être et moins varier leurs repas, ce qui pourrait favoriser les troubles du comportement alimentaire,. Ambroise Martin, nutritionniste travaillant à l'Autorité européenne de sécurité des aliments, indique qu'il ne faut pas baser son alimentation en raisonnant « aliment par aliment, mais [qu'il faut] avoir une vision globale de la nutrition ». Nicole Darmon critique toutes les applications semblables à Yuka, car elles « individualisent le rapport à l’alimentation, instillent de l’inquiétude, freinent la spontanéité ». Selon elle, les industriels pourraient être tentés de produire des produits allégés peu nutritifs.  
De la même manière, Simon Borel, sociologue à l’ObSoCo, questionne la prolifération d’informations, peut-être contre-productive, qui pourrait provoquer plus de défiance chez les consommateurs « au lieu de la résorber ». Selon une étude menée par Yuka, 94 % des 230 000 utilisateurs sondés confirmeraient avoir réduit l'achat de produits jugés mauvais et 83 % achèteraient en plus petites quantités pour se concentrer sur des produits de meilleure qualité,. Les utilisateurs privilégieraient aussi les circuits courts, d'après Simon Borel.